# 807. medicinska brigada (ZDA)
807. medicinska brigada (izvirno angleško 807th Medical Brigade) je bila medicinska brigada Kopenske vojske Združenih držav Amerike.